# Collana di Exloo
La collana di Exloo (in olandese: kralensnoer van Exloo) è un celebre manufatto risalente all'incirca a 2100-1700 anni prima di Cristo (Età del Bronzo) e rinvenuto nel 1881 nei pressi del villaggio olandese di Eerste Exloërmond (dintorni di Exloo), nella provincia della Drenthe. L'originale è conservato nel Drents Museum di Assen, mentre se ne può ammirare una copia sia presso il Museum Bebinghehoes di Exloo che presso l'Hunebedcentrum di Borger.

## Descrizione
La collana di Exloo è formata da 14 perle in ambra, 25 pezzi in stagno e 4 in maiolica e da una parte in bronzo.

## Storia
La collana fu rinvenuta in una torbiera nei pressi di Eerste-Exloërmond da J. Leutscher .
Leutscher vendette in seguito il manufatto al Drents Museum di Assen.

## Ipotesi sulle origini
La collana di Exloo rappresenta una scoperta importante nell'ambito dell'archeologia dei Paesi Bassi, in quanto la varietà di materiali che la compongono ha fatto  supporre scambi commerciali già all'Età del Bronzo con le zone del Mar Baltico, con la Cornovaglia e con l'Egitto. Sembra tuttavia più probabile che l'ambra provenisse dalle coste dei Paesi Bassi.